# Ichtratzheim
Ichtratzheim é uma comuna francesa na região administrativa de Grande Leste, no departamento Baixo Reno. Estende-se por uma área de 3,08 km². Em 2010 a comuna tinha 349 habitantes (densidade: 113,3 hab./km²).